# Што се боре мисли моје (ТВ серија)
Што се боре мисли моје (радни наслов: Кнез Михаило)  je српска ТВ серија у режији Милорада Милинковића.
Од 30. новембра 2024. је премијерно емитована на РТС 1.

## Радња
Ова мини серија прати последње дане живота кнеза Михајла Обреновића уз појаву флешбекова који објашњавају претходна дешавања. Заплет почиње у тренутку када принц жени своју рођаку Катарину Константиновић упркос реакцијама цркве, виђенијих људи у Србији и страних моћних сила.
Катаринин бивши просилац, пуковник Миливоје Блазнавац (Михајлов полубрат, ванбрачни син покојног кнеза Милоша), сада војни министар, добија поруку од страних моћних сила које су заинтересоване за нестанак Михајла са политичке сцене.
Наиме, кнез планира савез са другим балканским народима како би протерао Турке са Балкана и претворио Србију у водећу земљу савеза под својо владавином. Осим Турцима, стварање савеза не одговара Аустријанцима због чега аустријски дипломата Бењамин вон Калај покушава на све начине да осујети Михајлове планове.
Прича прати последње дане кнеза Михајла, заљубљеног човека који се бори са осећајем дужности који осећа према свом народу, док се против њега кује кобна завера док у позадини чујемо стихове његове тужне љубавне песме Што се боре мисли моје, која је лајт мотив ове приче, која иако је написана неколико година раније, верно приказује његово тренутно стање свести.
Серија баца ново светло на живот кнеза Михајла, у исто време бавећи се атентатом и утицајем страних сила на његову владавину...

## Улоге
| Глумац                 | Улога                                      |
| ---------------------- | ------------------------------------------ |
| Драган Мићановић       | кнез Михаило Обреновић                     |
| Милош Тимотијевић      | Ђорђе Чогурић                              |
| Јана Ивановић          | Катарина Константиновић                    |
| Лука Грбић             | Марко Кошарић                              |
| Небојша Дугалић        | Миливоје Блазнавац                         |
| Наташа Нинковић        | Анка Константиновић                        |
| Љубиша Савановић       | Анастас Јовановић                          |
| Александар Срећковић   | Коста Радовановић                          |
| Маја Чампар            | Милица Ђорђевић                            |
| Никола Ристановски     | стари Марко Кошарић                        |
| Зоран Цвијановић       | Илија Гарашанин                            |
| Тамара Крцуновић       | Радмила Кошарић, Маркова мајка             |
| Владимир Гвојић        | Бењамин Калај                              |
| Ненад Окановић         | Ахмет Челкан                               |
| Нина Нешковић          | Мути                                       |
| Стојша Ољачић          | Сава Генчић                                |
| Дејан Тончић           | Павле Радовановић                          |
| Горан Султановић       | Милош Обреновић                            |
| Иван Ђорђевић          | Јаков Колар                                |
| Марко Гверо            | Никола Христић                             |
| Дамјан Кецојевић       | Јаша                                       |
| Владимир Максимовић    | Никодим                                    |
| Филип Хајдуковић       | Гојко                                      |
| Никола Ђорђевић        | Светозар Гарашанин                         |
| Гордана Ђурђевић       | Томанија Обреновић                         |
| Новак Билбија          | скелеџија                                  |
| Срђан Тимаров          | митрополит Михаило Јовановић               |
| Јоаким Тасић           | ађутант Симоновић                          |
| Слободан Бранковић     | Сретко                                     |
| Александар Марковић    | Андрија Вилотијевић                        |
| Марко Павловић         | Љубомир Тадић                              |
| Александар Ранковић    | Лазар Марић                                |
| Данијел Сич            | Димитрије Лугар                            |
| Милош Влалукин         | Станоје Рогић                              |
| Стефан Вукић           | Алас Стојан                                |
| Милан Ковачевић        | Дане                                       |
| Доминик Чичак          | британски конзул Фортнебло                 |
| Растко Јанковић        | британски конзул Лонгворт                  |
| Игор Павловић          | министар финансија Коста Цукић             |
| Небојша Савић          | министар правде Рајко Лешјанин             |
| Страхиња Бојовић       | министар црквених дела Димитрије Црнобарац |
| Вукашин Ђорђевић       | дечак Сава Петковић                        |
| Аница Петровић         | Марија Јовановић                           |
| Ђорђе Стојковић        | мали глумац у кафани                       |
| Иван Андонов           | велики глумац у кафани                     |
| Рифат Рифатовић        | Ибрахим Кабак                              |
| Бојан Хлишч            | Бешир                                      |
| Игор Ђурић             | Митар Тарабић                              |
| Владан Милић           | конобар                                    |
| Славиша Грубиша        | црногорски официр                          |
| Петар Миљуш            | тамничар                                   |
| Зоран Ћосић            | Славољуб Мумџија                           |
| Јована Радосављевић    | Јаворка                                    |
| Исидора Стефановић     | Ержебет                                    |
| Кристина Јовановић     | Петрија                                    |
| Никола Штрбац          | пандур Милорад Стојковић                   |
| Огњен Никола Радуловић | стражар 1                                  |
| Реља Јанковић          | стражар 2                                  |
| Угљеша Спасојевић      | Сима Нешић                                 |
| Владимир Грбић         | потпоручник Кадић                          |
| Бојана Кужет           | девојка са Чукур чесме                     |
| Јелена Михајловић      | жена са Чукур чесме                        |
| Лука Стојковић         | слуга Мита                                 |
| Биљана Вељковић        | служавка код Блазнавца                     |
| Катарина Живковић      | љута дама на балу                          |
| Дејан Илић             | кочијаш Станко                             |
| Бранко Видаковић       | газда Ђура                                 |
| Александар Ђукић       | стари Гојко                                |
| Милош Николић          | Ерне                                       |
| Павле Веселиновић      | Дамјан Павловић                            |
| Миодраг Ракочевић      | стари Генчић                               |
| Душан Војновић         | разбојник 1                                |
| Ервин Хаџимуртезић     | разбојник 2                                |
| Угљеша Спасојевић      | Сима Нешић, тумач                          |
| Стеван Шербеџија       | наредник                                   |
| Перо Стојановић        | Тома Вучић Перишић                         |
| Небојша Рако           | Лаза Костић                                |
| Тамара Милошевић       | слушкиња код Блазнавца                     |
| Огњен Спаић            | дворски лекар                              |
| Душан Поповић          | др Агатоновић                              |
| Александар Гајин       | др Зуровац                                 |
| Љубомир Николић        | телал                                      |
| Милан Узелац           | кројач                                     |

## Епизоде
| Бр. у серији | Бр. у сезони | Назив                            | Редитељ            | Сценариста                              | Премијерно емитовање |
| --- | ------------ | -------------------------------- | ------------------ | --------------------------------------- | -------------------- |
| 1 | 1            | Непријатеља је много више        | Милорад Милинковић | Драгољуб Стојковић и Милорад Милинковић | 30. новембар 2024.   |
| Управник двора Анастас Јовановић се буди из кошмара и креће у летњиковац кнеза Михаила у Аранђеловцу да разговара са њим. Затиче га како се припрема за веридбу с Катарином и истовремено дочекује госте – изасланике балканских народа који су под влашћу Отоманског царства. У Београду упознајемо младог тамбураша Марка, који је део завере за атентат на кнеза, такође заљубљен у Катарину. То јест, у девојку за коју мисли да је Катарина. У Београду се појављује и загонетни Чех са торбом пуном златника. Заменик полицајмајстера Ђорђе Чогурић га хапси, само да би дан касније сазнао да је неко други пустио Чеха из тамнице...     |              |                                  |                    |                                         |                      |
| 2 | 2            | Enchante... Bien sûr             | Милорад Милинковић | Драгољуб Стојковић и Милорад Милинковић | 1. децембар 2024.    |
| После преузимања кључева пет српских градова, кнез Михаило је одлучан да испуни оба своја циља – балкански савез и венчање с Катарином. Конзули двеју великих сила, Аусторугарске и Велике Британије, опомињу га да за устанак није право време. Аустроугарски конзул Бењамин Калај састаје се са српским минситром војске Миливојем Петровићем Блазнавцем, тражи од њега да "уразуми" кнеза. А ми сазнајемо да је Катарина некад била на прагу удаје за Блазнавца, док се на једном балу ствари нису окренуле у корист кнеза Михаила… |              |                                  |                    |                                         |                      |
| 3 | 3            | Аман, Молерчићу, ово је 19. век  | Милорад Милинковић | Драгољуб Стојковић и Милорад Милинковић | 7. децембар 2024.    |
| Чогурић истражује нестанак загонетног Чеха. Анастас Јовановић упозорава кнеза да обавештајни извори предвиђају могућност атентата, убеђује га да буде опрезнији, што кнезу Михаилу, заљубљеном и пуном полета и планова, тешко пада. Конзул Калај наставља да плете мрежу, у коју увлачи и кнежеву блиску рођаку Анку, Катаринину мајку. На обали Саве, скелеџија у глуво доба открива нешто што веома занима Чогурића. |              |                                  |                    |                                         |                      |
| 4 | 4            | Змија је корисна животиња        | Милорад Милинковић | Драгољуб Стојковић и Милорад Милинковић | 8. децембар 2024.    |
| Чогурић открива да је новац из торбе Чеха наводно намењен куповини празних турских ханова, али како су га послали Карађорђевићи, а Чеха нема, није уверен у то. Анастас развија Михаилову фотографију, али неуспешно – стално се појављује нека мрља, што он тумачи као лош знак. Михаило не брине због тога, љут је на Блазнавца јер припреме оружја за устанак предуго трају. Трају и припреме за атентат, а Марко од мајке сазнаје да су његови разлози за мржњу према кнезу погрешни. Сазнаје и да девојка коју воли није Катарина. Свет му се руши и, док пијан плаче у дворишту кафане, сазнаје и ко заиста стоји иза завере против кнеза… |              |                                  |                    |                                         |                      |
| 5 | 5            | Сутра ћу бит' ко бабо што је био | Милорад Милинковић | Драгољуб Стојковић и Милорад Милинковић | 14. децембар 2024.   |
| Михаило одбија сва упозорења, не жели да предузме ништа док се не венча с Катарином. Чогурић сазнаје с ким је повезан Чех, у међувремену пронађен мртав. Истовремено, Марко покушава да упозори заверенике на оно што је сазнао - да разлози за атентат нису оно што су мислили, али бива заробљен. Док се спрема Марково убиство, Чогурић повезује конце… |              |                                  |                    |                                         |                      |
| 6 | 6            | Donc, C'est Vrai                 | Милорад Милинковић | Драгољуб Стојковић и Милорад Милинковић | 15. децембар 2024.   |
| На дан последње шетње, Анастас чини још један напор да уразуми кнеза. Чогурић сазнаје где и како ће се одиграти атентат, као и да му је остало сасвим мало времена да га спречи. Док он жури да спасе кнеза, Марко, у међувремену ослобођен, сазнаје да је његова девојка, коју је нехотице обавестио о завери, такође отета и у смртној опасности. Чогурић касни, кнез и Анка су убијени, Катарина и кнежев ађутант тешко рањени. Марко жури да спасе девојку… Док министарски савет, у расулу, покушава да задржи какав такав привид власти, Чогурић открива где се крију атентатори…                                                          |              |                                  |                    |                                         |                      |
| 7 | 7            | Догађаји терају по своме         | Милорад Милинковић | Драгољуб Стојковић и Милорад Милинковић | 21. децембар 2024.   |
| Док се лекари боре за животе Катарине и кнежевог ађутанта, Чогурић проналази и хапси атентаторе, којима сместа бива пресуђено. Али борба за власт неће тећи по плану министарског савета, догађаји ће терати по своме у сасвим супротном правцу. Торба са златницима одиграће ону улогу која јој је и била намењена – новцем ће бити купљени празни турски ханови, али у чије име? На решење читаве загонетке, чекаће се још двадесет и више година. |              |                                  |                    |                                         |                      |